# 李復興
李 復興（り ふっこう、リー・フーシン、1946年 - ）は、中華民国の政治家。立法院立法委員を経て、引退後台湾肥料公司董事長を務めた。

## 人物・経歴
高雄県生まれ。国立台中技術学院を経て、東京外国語大学卒業、文学士。東京学芸大学大学院修了、教育学修士。九州大学大学院中退。
高雄市議会議員を経て、2005年から立法院立法委員を務めたが、2012年に辞職し、同年から2016年まで台湾肥料公司董事長を務めた。
中国国民党中央委員会委員、国立高雄師範大学講師、李氏協会理事長、中華民国水泳協会理事長、中華オリンピック委員会執行長なども歴任した。